# Balada para un loco

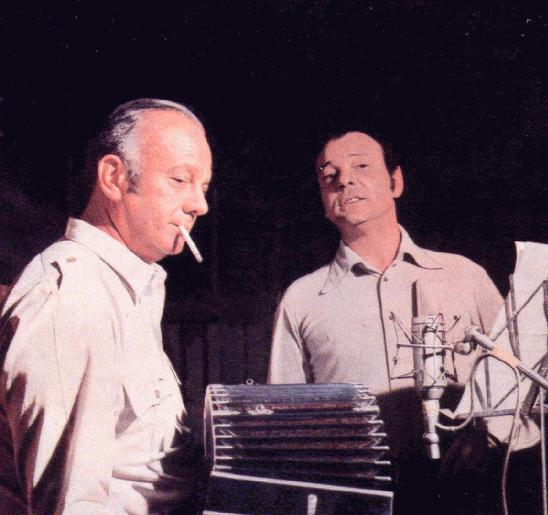
Links Piazzolla, rechts Ferrer auf dem Cover des Albums En persona, RCA 1970

Balada para un loco (deutsch: „Ballade für einen Verrückten“) ist ein Tango von Astor Piazzolla aus dem Jahre 1969. Der Text stammt von Horacio Ferrer.
Die Ersteinspielung wurde mit dem Sänger Roberto Goyeneche und der Sängerin Amelita Baltar aufgenommen. Das Stück wurde zu einem der ersten großen kommerziellen Erfolge Piazzollas im gesamten Lateinamerika. Es hat wenig gemein mit dem traditionellen Tango – in Bezug auf das musikalische Thema, den Stil, das Versmaß und den Rhythmus. Sein surrealer, geistreicher und äußerst aktueller Text erzählt eine Geschichte von ungewöhnlicher Länge.
All dies überschritt die traditionellen Kompositionsweisen des Argentinischen Tango so weit, dass das Stück zu einer Schnittstelle zwischen dem Tango vor und nach Piazzolla wurde.
Konservative Tangueros lehnen das Stück noch heute ab. Bei seiner Premiere im Luna Park in Buenos Aires bewarf das Publikum missbilligend den Sänger mit Münzen. Vier Tage später waren dennoch 200.000 Alben verkauft.